# NGC 3677
NGC 3677 је лентикуларна галаксија у сазвежђу Велики медвед која се налази на NGC листи објеката дубоког неба.
Деклинација објекта је + 46° 58' 28" а ректасцензија 11h 26m 17,6s. Привидна величина (магнитуда) објекта NGC 3677 износи 12,6 а фотографска магнитуда 13,5. NGC 3677 је још познат и под ознакама UGC 6441, MCG 8-21-35, CGCG 242-35, IRAS 11235+4714, NPM1G +47.0198, KCPG 284A, PGC 35181.